# Dzień Pamięci o Zagładzie Romów
Dzień Pamięci o Zagładzie Romów – święto obchodzone 2 sierpnia upamiętniające, jedno z najtragiczniejszych wydarzeń w historii Romów, likwidację w KL Auschwitz II – Birkenau w 1944 roku cygańskiego obozu rodzinnego tzw. Zigeunerlager.

## Historia
W nocy z 2 na 3 sierpnia 1944 roku Niemcy zgładzili w komorach gazowych Birkenau 2897 romskich dzieci, kobiet i mężczyzn. Ogółem w Auschwitz zginęło ponad 20 tysięcy Romów spośród około 23 tysięcy deportowanych z 14 krajów.
W dniach 21–23 listopada 1996 roku w Oświęcimiu, z inicjatywy Stowarzyszenia Romów w Polsce, zorganizowana została konferencja Zagłada–Pamięć–Nadzieja. Udział w niej wzięli liderzy romscy z 10 państw Europy i Stanów Zjednoczonych. Na zakończenie obrad ogłoszono (z inicjatywy Zespołu ds. Romskich Komisji Wspólnej Rządu i Mniejszości Narodowych i Etnicznych) dzień 2 sierpnia każdego roku międzynarodowym Dniem Pamięci o Zagładzie Romów. Proklamację podpisał sekretarz generalny Międzynarodowej Rady Pamięci o Zagładzie Romów dr Dragoljub Acković oraz przewodniczący Rady Roman Kwiatkowski.

## Obchody
Od 1997 roku w Muzeum Auschwitz-Birkenau, które symbolizuje cierpienie i śmierć setek tysięcy Romów, odbywają się spotkania przedstawicieli Romów z reprezentantami rządów państw Europy, aby uczcić pamięć poległych Romów oraz ofiar romskiego Holocaustu w Europie. Głównym organizatorem jest Stowarzyszenie Romów w Polsce.
W swoim wystąpieniu 2 sierpnia 2009 roku prezes Stowarzyszenia Roman Kwiatkowski tak powiedział:
„Łączy nas pamięć o zbrodniach dokonanych na narodzie romskim przez niemieckich nazistów oraz przekonanie o konieczności kultywowania tej pamięci nie tylko dla uczczenia ofiar, ale również ku przestrodze dla obecnego i przyszłych pokoleń”.

## Dzień Pamięci o Zagładzie Romów i Sinti
29 lipca 2011 roku Sejm RP uchwalił 2 sierpnia Dniem Pamięci o Zagładzie Romów i Sinti. Honorowy patronat nad pierwszymi obchodami święta objął prezydent Polski Bronisław Komorowski.
Dzień ten nie jest dniem wolnym od pracy.